# Colostethus mertensi
Colostethus mertensi es una especie de anfibio anuro de la familia Dendrobatidae.

## Distribución geográfica
Esta especie es endémica del departamento de Cauca en Colombia. Habita en Popayán entre los 2100 y 2350 m de altitud en la Cordillera Occidental.

## Publicación original
- Cochran & Goin, 1964 : Description of a new frog of the genus Phyllobates from Colombia (Amphibia, Ranidae, Dendrobatinae). Senckenbergiana Biologica, vol. 45, p. 255-257.[5]